# Operacja dolnośląska
Operacja dolnośląska – ofensywna operacja Armii Czerwonej przeciw Wehrmachtowi przeprowadzona od 8 do 24 lutego 1945 siłami 1 Frontu Ukraińskiego. Początkowo plan operacji przewidywał uderzenie ugrupowania radzieckiego frontu w kierunku Berlina. Silny opór niemieckich wojsk pozwolił wykonać plan tylko częściowo.

## Tło sytuacyjne
W styczniu i pierwszych dniach lutego 1945 w operacji wiślańsko-odrzańskiej wojska 1 Frontu Ukraińskiego na szerokim froncie wyszły na brzeg rzeki Odry i zdobyły kilka przyczółków na jej lewym brzegu.
Pomimo porażki, niemieckiemu dowództwu w najkrótszym terminie udało się stworzyć nową obronną rubież, którego podstawą zostały miasta-twierdze: Wrocław i Głogów. Wehrmacht wyraźnie nie godził się z zaistniałym stanem rzeczy i zamierzał w swych działaniach dokonać skrzydłowego uderzenia w kierunku północno-zachodnim w celu odblokowania okrążonego garnizonu wrocławskiego, oraz w kierunku południowym, na Racibórz, starając się odebrać Górnośląski Okręg Przemysłowy, odrzucić wojska radzieckie za Odrę i ewentualnie wyjść na ich tyły. W celu zrealizowania owych zadań Niemcy zgromadzili w Sudetach i na Śląsku Opolskim znaczne siły. Zdołano doprowadzić rozbite wojska do porządku, zorganizować dowodzenie i podciągnąć odwody.
19 stycznia 1945 wojska radzieckie, konkretnie 1 Frontu Ukraińskiego, w ramach operacji wiślańsko-odrzańskiej, przekroczyły granice Śląska. Weszły nad Odrę i na jej zachodnim brzegu utworzyły kilka przyczółków. 29 stycznia lewe skrzydło Frontu, po zajęciu Górnośląskiego Okręgu Przemysłowego, zdobyło przyczółek na północ od Raciborza.

## Siły stron

### ZSRR
- 1 Front Ukraiński (marszałek Iwan Koniew)
  - 21 Armia (gen.-płk Dmitrij Gusiew)
    - 55 Korpus Strzelecki (do połowy stycznia w składzie 6 Armii)
    - 117 Korpus Strzelecki
    - 118 Korpus Strzelecki

  - 6 Armia (gen. lejtn. Władimir Głuzdowski)
    - 22 Korpus Strzelecki
    - 74 Korpus Strzelecki

  - 3 Gwardyjska Armia (gen.-płk Wasilij Gordow)
    - 21 Korpus Strzelecki
    - 76 Korpus Strzelecki
    - 120 Korpus Strzelecki

  - 13 Armia (gen.-płk Nikołaj Puchow)
    - 24 Korpus Strzelecki
    - 27 Korpus Strzelecki
    - 102 Korpus Strzelecki

  - 4 Armia Pancerna (gen.-płk Dmitrij Leluszenko)
    - 5 Korpus Zmechanizowany Gwardii
    - 6 Korpus Zmechanizowany Gwardii
    - 10 Korpus Pancerny Gwardii

  - 3 Gwardyjska Armia Pancerna (gen.-płk Pawieł Rybałko)
    - 6 Korpus Pancerny Gwardii
    - 7 Korpus Pancerny Gwardii
    - 9 Korpus Zmechanizowany

  - 52 Armia (gen.-płk Konstantin Korotiejew)
    - 48 Korpus Strzelecki
    - 73 Korpus Strzelecki (gen.-mjr Sarkis Martirosjan)
      - 254 Dywizja Strzelecka (płk Piotr Żywalew(inne języki))
      - 50 Dywizja Strzelecka (płk Nikołaj Ruban(inne języki))
      - 294 Dywizja Strzelecka (płk Iwan Pierepielica)

    - 78 Korpus Strzelecki

  - 5 Gwardyjska Armia (gen.-płk Aleksiej Żadow)
    - 32 Korpus Armijny Gwardii
    - 33 Korpus Armijny Gwardii
    - 34 Korpus Armijny Gwardii

  - 59 Armia (gen.-płk Iwan Korownikow)
    - 43 Korpus Strzelecki
    - 115 Korpus Strzelecki

  - 60 Armia (gen.-płk Pawieł Kuroczkin)
    - 15 Korpus Strzelecki
    - 28 Korpus Strzelecki
    - 106 Korpus Strzelecki

### Niemcy –Linia Środkowej Odry

#### Wędrujące kotły
Na terenie południowej Wielkopolski na przełomie stycznia i lutego 1945 wojska „wędrujących kotłów” w składzie:
- 4 Armia Pancerna:
  - XXIV Korpus Pancerny (jako jedyny posiadający prawie pełną zdolność bojową) w składzie
    - 16 Dywizja Pancerna
    - część 17 Dywizja Pancerna
    - 19 Dywizja Pancerna
    - grupy bojowej 20 Dywizja Grenadierów SS (1 estońska)
    - grupy bojowej 10 Dywizja Grenadierów Pancernych

Korpus ten po zebraniu resztek rozbitych jednostek XXXXII Korpusu Armijnego i grupy „Hohn” otrzymał kryptonim „grupa Nehring” od nazwiska dowódcy generała Walthera Nehringa;
- siły 9 Armii, rozbitej przez wojska 1 Frontu Białoruskiego: zepchnięte na południe resztki VIII Korpus Armijny i LVII Korpus Pancerny (17 Dywizja Piechoty i 214 Dywizja Piechoty oraz 45 Dywizja Grenadierów Ludowych).
- częściowo rozproszony Korpus Pancerny Großdeutschland – gen. Dietricha von Sauckena (w składzie 1 Dywizja Pancerno-Spadochronowa Hermann Göring i Dywizja Grenadierów Pancernych „Brandenburg”);

po połączeniu się w rejonie Sieradza, omijając Kalisz, Krotoszyn, Leszno i Rawicz, wycofywały się na zachód, w kierunku Odry i Głogowa, w znacznym stopniu opóźniając natarcie 3 Armii.
Skład Grupy Nehringa (gdzie od 19 stycznia nie było już wcale dywizji, tylko mieszane, improwizowane grupy bojowe) wchodziło łącznie 3,5 dywizji pancernej (16, 17, 19 i kawałek 25, bo pułk pancerny tej dywizji walczył osobno koło Poznania), jedna dywizja grenadierów pancernych (20), grupa bojowa 10 Dywizji Grenadierów Pancernych, elementy 8 różnych dywizji piechoty, pułku szturmowego armii, brygady saperów i kilku innych. Wszystkie stany osobowe podawane dla tych jednostek po 31 stycznia 1945 zawierają już elementy przysłane z uzupełnień.
Ześrodkowane głównie w rejonie Baborowa, tworzyło je 5 dywizji i 60 samodzielnych batalionów. Trudno zresztą w tym momencie mówić o załamaniu moralnym niemieckiej armii, w dalszym ciągu cechowała ją dostateczna zdolność bojowa, a żołnierz niemiecki bił się nadal tak samo jak przedtem wyróżniając się, zwłaszcza w obronie, wytrwałością, dochodzącą czasami do fanatyzmu. Organizacja armii pozostawała na wysokim poziomie, wojska zaopatrzone były niemal we wszystko, co im przysługiwało.
W południowej części Śląska, na odcinku od Strzelina do Skoczowa bronił się VIII Korpus Armijny, 17 Armia gen. Friedricha Schulza, Grupa Korpuśna Schlesien utworzona na bazie LVI Korpusu Pancernego oraz XI i LIX Korpusy Armijne Grupy Armijnej „Heinrici” utworzonej na bazie 1 Armii Pancernej gen. Gottharda Heinriciego.

#### Przygotowania obronne
Oprócz umocnień typu polowego i zapór inżynieryjnych, Niemcy utworzyli na lewobrzeżnej Opolszczyźnie, dość mocne punkty oporu, przygotowując do obrony większość miejscowości, a nawet poszczególne domy. Na wolnych terenach pomiędzy miejscowościami wykopano transzeje i zbudowano zapasowe stanowiska ogniowe. Punkty linii obronnej rozmieszczone były w głąb od 20 do 25 km. Dodatkowo wzmocniono jeszcze obronę gęstym zaminowaniem przedpola przyszłych walk, w dwóch pasach; pierwszym o szerokości 40 km wzdłuż Odry i drugi przechodzący przez powiaty; głubczycki, prudnicki i nyski. Tyłowa operacyjna rubież obrony niemieckiej biegła wzdłuż linii; Paczków, Nysa, Zlaté Hory, Krnov, Opava.
Wzdłuż powiatu nyskiego podnóżem Sudetów przebiegał najdalszy system obrony niemieckiej (tzw. pas obrony „e”), wzmocniony miastem-twierdzą „Nysą”. Zgodnie z koncepcją dowództwa niemieckiego, utworzone na Śląsku miasta-twierdze, miały być bronione przez dwa pierścienie obronne (zewnętrzny i wewnętrzny). Twierdze te miały spełniać rolę tzw. łamaczy fal, rozbijających pierwszy impet radzieckich działań zaczepnych, następnie zaś w długotrwałej obronie wiązać znaczne siły przeciwnika.
Niemieckie dowództwo przywiązywało wyjątkowo dużą wagę do utrzymania Nysy. Stanowiła ona bowiem jeden z kluczowych węzłów oporu na Śląsku Opolskim. Przez Nysę biegły linie komunikacyjne łączące Grupę Armii „Środek” z walczącą na Bałkanach Grupą Armii Południe. Dowództwo twierdzy „Nysa”, szczególnie obawiało się uderzenia sowieckiego z kierunku Prudnika. W celu wzmocnienia broniących się tam związków taktycznych 17 Armii, w tym 20 Estońskiej Dywizji Grenadierów SS, do walk na północ od podnóża Sudetów aż poza linię Białej Głuchołaskiej, wprowadzono oddział zaporowy pod dowództwem płk. Capellego. Jego kościec tworzył głównie batalion rozpoznawczy 1 Dywizji Pancerno-Spadochronowej Hermann Göring. Zgromadzonymi dodatkowo siłami obsadzono rubież wzdłuż drogi: Nysa – Hajduki Nyskie – Stary Las – Charbielin – Czapka – wzgórze na wschód od Głuchołaz. W trakcie późniejszych walk udało im się między innymi rozbić 12 radzieckich czołgów w rejonie Wierzbca.
Pod koniec stycznia 1945 Stawka zaplanowała operację dolnośląską dla rozbicia zgrupowania wojsk niemieckich, broniących się na Dolnym Śląsku i Łużycach należących do Grupy Armii „Środek”. Jednocześnie OKH w oparciu o linię środkowej Ordy planowało wykonać zbieżne uderzenie z północy i południa w skrzydło i na tyły wojsk radzieckich walczących nad Odrą by odzyskać Górny Śląsk. Na początku lutego Niemcy skoncentrowali na Dolnym Śląsku 37 dywizji, z których każda liczyła 4–5 tysięcy ludzi oraz wiele różnego rodzaju grup bojowych, tworzonych z resztek rozbitych w dotychczasowych walkach jednostek.

## Przebieg operacji
Ofensywna operacja 1 Frontu Ukraińskiego została zaplanowana przez Stawkę i dowództwo frontu w końcu stycznia 1945 i była logicznym przedłużeniem operacji wiślańsko-odrzańskiej oraz składową częścią dalszego ogólnostrategicznego natarcia Armii Czerwonej. Główne uderzenie nastąpić miało z dwóch dużych przyczółków na Odrze – na północ i południe od Wrocławia.
Natarcie 1 Frontu Ukraińskiego zaczęło się rano 8 lutego po 50-minutowym przygotowaniu artyleryjskim. Na całej długości frontu wybuchły zacięte walki. Radziecką operację dolnośląską rozpoczęto 8 lutego 1945, kiedy to Armia Czerwona przeszła do natarcia w rejonie Ścinawy. Napotkała tu na uporczywy opór Niemców, ale przełamała obronę niemieckiej 4 Armii Pancernej i jeszcze 8 lutego podeszła pod Lubin, Chocianów i Legnicę. Pomimo silnej obrony nieprzyjaciela, wojskom radzieckim udało się 9 lutego zdobyć Lubin, Legnicę i Środę Śląską.
Poczynając od 8 lutego do rejonu Świdnicy zaczęła przybywać niemiecka 19 Dywizja Pancerna. Pomiędzy Jaworem a Strzegomiem koncentrowała się 8 Dywizja Pancerna, natomiast w ciągu następnych dni do rejonu Sobótki przybyła 20 Dywizja Pancerna.
10 lutego Niemcy podjęli próbę kontrofensywy. Z rejonu Strzegomia uderzyła na wojska radzieckie niemiecka 19 Dywizja Pancerna wspierana przez kilka innych batalionów oraz część sił 8 Dywizji Pancernej. Za cenę dużych strat udało się Niemcom nieznacznie zyskać na terenie w okolicach autostrady pomiędzy Budziszowem Wielkim a Kostomłotami. Hitlerowcom szczególnie zależało na utrzymaniu tej autostrady, była ona bowiem wtedy jedyną drogą łączącą okrążany Wrocław z resztą Rzeszy. O autostradę toczyły się więc ciężkie boje. Boje te nie powstrzymały dalszego marszu wojsk radzieckich, którym 11 lutego udało się zdobyć Kostomłoty i Kąty Wrocławskie, a następnie dotrzeć do Kobierzyc i Żórawiny, gdzie jednak musiały walczyć w okrążeniu.
10 lutego i 11 lutego na południe od Legnicy toczyły się ciężkie walki z atakującymi niemieckimi oddziałami pancernymi. Również na południowy wschód od Wrocławia, w rejonie Oławy, wojska radzieckie uwikłały się w przewlekłe walki z oddziałami niemieckimi, zażarcie broniącymi południowego odcinka zewnętrznego pasa obrony Wrocławia.
Dowództwo Frontu Armii Czerwonej zdecydowało się na przegrupowanie sił. 12 lutego zawrócono walczące w rejonie Lubania i Lwówka Śląskiego korpusy pancerne i zmechanizowane w kierunku południowo-wschodnim. Już wieczorem tego dnia uderzyły one z marszu na Jawor i z zaskoczenia opanowały miasto.
Jeszcze tego samego dnia, rano 12 lutego cztery nadjeżdżające drogą z Jawora do Kostrzy czołgi radzieckie pojawiły się w Rogoźnicy, ale zawróciły tą samą drogą pod lasem do Jawora. 12 lutego zdobyty został Goczałków, a następnego dnia Strzegom.
W nocy z 13 lutego na 14 lutego Armia Czerwona po raz pierwszy zamknęła pierścień wokół Wrocławia. Niemcy postanowili za wszelką cenę przerwać okrążenie. Skoncentrowana w rejonie Świdnicy niemiecka 19 Dywizja Pancerna uderzyła 14 lutego w kierunku Wrocławia wzdłuż osi Świdnica – Szczepanów – Gniechowice – Tyniec Mały. Wspierała ją 8 Dywizja Pancerna, a po wschodniej stronie Ślęży wzdłuż drogi Jordanów – Kobierzyce – Domasław nacierała 20 Dywizja Pancerna. W rezultacie ataków trzema dywizjami Niemcy zdołali przebić się do Wrocławia i utworzyć wąski korytarz wzdłuż drogi Mirosławice – Gniechowice – Małuszów – Tyniec Mały.
Korytarzem tym wyprowadzono z Wrocławia kilka niemieckich jednostek bojowych. Jednak po kilkunastu godzinach korytarz został przecięty przez wojska radzieckie i w nocy z 15 lutego na 16 lutego Wrocław został ostatecznie otoczony.
W drugiej połowie lutego 1945 front radziecko-niemiecki ustabilizował się na blisko trzy miesiące niedaleko Świdnicy na linii Kostrza – Rogoźnica – Goczałków – Bartoszówek – wzgórze koło Granicznej – Wzgórza Jaroszowskie – park w Morawie – południowy skraj Przyłęgowa – południowy skraj Łażan – Mrowiny – północno-wschodni kraniec Domanic – Góra Szubieniczna – północny kraniec Chwałowa – północno-wschodni kraniec Strzelec Świdnickich – północno-wschodni kraniec Sobótki – Przezdrowice – Nasławice – wschodni i północny kraniec Jordanowa Śląskiego. Możemy przyjąć, że najbliższy odcinek frontu przebiegał w odległości około 15 km od centrum Świdnicy.
Wojska Armii Czerwonej były wtedy we wsiach: Kruków, Marcinowiczki, Imbramowice, Maniów, Tworzyjanów, Garncarsko, Rogów Sobócki, Strachów, Kunów, Nasławice, Wilczkowice.
Na szczycie Ślęży znajdował się niemiecki punkt obserwacyjny wyposażony w lunetę powiększającą aż 60-krotnie, jedną z dwóch, jakie wojsko niemieckie wtedy w ogóle posiadało. Sprowadzono ją znad kanału La Manche, gdzie poprzednio stosowana była do obserwacji wybrzeża Anglii.
Przez pewien czas dowództwo Grupy Armii „Środek” znajdowało się w pałacu w Makowicach. Przebywał tam dowodzący generał pułkownik Ferdinand Schörner, najwierniejszy generał Hitlera, mianowany później marszałkiem polnym. Testamentem Hitlera został ustanowiony naczelnym dowódcą wojsk lądowych. W tym samym czasie komendantem wojennym Świdnicy był znany malarz, właściciel pałacu makowickiego podpułkownik Wolfgang von Websky. Na kilka tygodni przed końcem wojny został odwołany, ponieważ nie zgadzał się z powiatowym przywódcą NSDAP.
4 lutego i 8 lutego ruszyły kolejne natarcia w kierunku zachodnim spod Oławy i Opola. Zdobyto 60 miejscowości (Grodków, Lewin Brzeski, Oława) i oskrzydlono Wrocław od południa i południowego zachodu (zdobyto wtedy wiele miejscowości w pobliżu Oławy i Strzelina). Mimo zaciętych walk i reorganizacji wojsk niemieckich (obronę wschodniej części miasta pozostawiono załodze twierdzy, kierując inne oddziały w kierunku miejsc, gdzie toczyły się potyczki) Rosjanie parli wzdłuż szosy Nysa – Grodków, dochodząc na 14 km na północ od Nysy. 8 lutego ruszył do natarcia drugi odcinek – przyczółek ścinawski wojsk radzieckich w kierunku Nysy Łużyckiej. 4, 13 i 52 Armia parły szybko na zachód, a 3 Armia Pancerna zmieniła swój odcinek działań i skierowała się na południe, w kierunku Legnicy i Prochowic; tam wspomogła ją w bojach 6 Armia gen. Głuzdowskiego. 9 lutego zdobyto Legnicę i mimo sprowadzenia przez Niemców posiłków z zachodu, natarcie Rosjan rozwinęło się na głębokość 60 km w pozycjach obronnych wojsk niemieckich. 11 lutego szturm Rosjan spod Oławy na zachód od miasta ruszył w okolicach Sobociska, Swojkowa i Węgier. Po dniu zaciekłych walk i zepchnięciu niemieckiej 269 Dywizji Piechoty w kierunku Sobótki nastąpiło zamknięcie pierścienia wokół „Festung Breslau”. Pozostała tylko linia kolejowa Wrocław – Kłodzko i to ona była w swoim 8 km pasie szerokości jedyną droga łączącą garnizon twierdzy z resztą wojsk niemieckich. Ten wąski odcinek był miejscem zaciętych walk Rosjan z niemiecką 19 Dywizją Pancerną, której ów pas udało się poszerzyć, ale jedynie na krótko, bowiem skomplikowana sytuacja Niemców, a dokładnie 17 Dywizji Piechoty generała Sachsenheimera w rejonie Środy Śląskiej zmusiła 19 Dywizję Pancerną do pośpieszenia jej z pomocą.

Schematyczny plan przebiegu oblężenia „Festung Breslau”. Ataki Armii Czerwonej

W tych dniach także mimo ciągłych niemieckich kontrataków Rosjanie opanowali Środę Śląską, Kąty Wrocławskie, Ścinawę, Jaczów, Przemków, Chocianów i wiele innych miast. 16 lutego Wrocław został definitywnie okrążony bez braku możliwości połączenia się z oddziałami zarówno na południu, jak i na zachodzie. Następne dni to następne zdobyte miasta: Zielona Góra, Żary, Świdnica, zaś 18 lutego Rosjanie stanęli nad brzegiem Nysy Łużyckiej.
W międzyczasie północne skrzydło 1 Frontu Ukraińskiego prowadziło uderzenie na Wrocław z kierunku północnego, gdzie z marszu 25 stycznia po zaciekłych walkach w okolicach Sycowa zajęta została Oleśnica. 26 stycznia wojska radzieckie zdobyły Trzebnicę i jeszcze tego samego dnia pierwsze oddziały Armii Czerwonej sforsowały Odrę i okrążyły Ścinawę oraz zaczęły rozbudowywać silny przyczółek, jednocześnie rozpoczynając likwidację załogi Ścinawy. 27 stycznia zdobyto Wołów, Oborniki Śląskie i Brzeg Dolny (miejsce obozu koncentracyjnego Groß-Rosen).
10 lutego po przegrupowaniu, 1 Front Ukraiński przeszedł do pościgu za wojskami niemieckimi, mając za zadanie sforsowanie rzek Bóbr i Kwisa, aby uniemożliwić dowództwu niemieckiemu zorganizowanie kolejnej rubieży obrony. 11 lutego 6 Korpus Zmechanizowany Gwardii, pod dowództwem W. Orłowa (4 Armia Pancerna), osiągnął Bóbr w rejonie Gorzupi Dolnej, sforsował rzekę oraz zdobył przyczółek na zachodnim brzegu Bobru. 12 lutego 10 Korpus Pancerny płk. N. Czuprowa rozpoczął forsowanie Bobru (nieco na północ od Żagania). Radziecka 13 Armia ruszyła w kierunku Żagania, 6 Korpus Zmechanizowany Gwardii powiększył swój przyczółek w rejonie Gorzupia do 8 km szerokości i 4 km głębokości. Wykorzystując to powodzenie, nad rzekę wyszła 13 Armia. 13 lutego 4 Armia Pancerna, ze zdobytych przyczółków, ruszyła na Lubsko i Żary i gdy zajęła Bieniów, 6 Korpus Zmechanizowany Gwardii przedarł się przez Jasień i około godz. 19:00 rozpoczął walki o Lubsko. Radziecki 10 Korpus Pancerny zdobył w godzinach popołudniowych Żary i pozostawiając w mieście 62 Brygadę Pancerną, ruszył w kierunku Nysy Łużyckiej. 14 lutego Rosjanie wkroczyli do Lubska, a 6 Korpus Zmechanizowany Gwardii dotarł do Nysy Łużyckiej, w rejonie Gubina. Do Nysy Łużyckiej dotarły również wojska 10 Korpusu Pancernego. Próba sforsowania rzeki nie powiodła się; wojska przeszły do obrony co stwarzało groźbę odcięcia walczących nad Nysą Łużycką oddziałów pancernych od głównych sił frontu. 18 lutego oddziały 13 Armii wkroczyły do Żagania.

## 1 Dywizja Pancerno-Spadochronowa Hermann Göring w kotle pod Polkowicami
Pod koniec miesiąca nad Odrę do rejonu Ścinawa (Steinau an der Oder) docierają jednostki tzw. „wędrującego kotła” pod dowództwem generała Walthera Nehringa, w tym Korpus Pancerny Großdeutschland von Sauckena. Wchodząca w jego skład m.in. 1 Dywizja Pancerno-Spadochronowa Hermann Göring bierze udział w gwałtownych walkach o utrzymanie frontu nad rzeką.
9 lutego po wycofaniu się ze Ścinawy i Chobienia (Köben an der Oder) poprzez Rudną (Raudten), oddziały 1 Dywizji Pancerno-Spadochronowej „Hermann Göring” zatrzymują się pośród lasu i okolicznych pól między Polkowicami Dolnymi (Sandhofen) a Sobinem (Herbersdorf). Niemcy są dobrze wyposażeni w ciężki sprzęt pancerny, transportery opancerzone, broń przeciwpancerną, przeciwlotniczą, a także samochody, limuzyny sztabowe dowództwa i samolot sanitarny (najpewniej klasy Junkers Ju-52).
8 lutego rozpoczyna się zaplanowana przez sztab 1 Frontu Ukraińskiego operacja dolnośląska. Radzieckie dywizje piechoty 102 Korpusu Strzeleckiego z 13 Armii i czołgi 6 Korpusu Zmechanizowanego Gwardii z 4 Armii Pancernej zdobywają po ciężkich bojach wsie Komorniki (Eichbach) i Tarnówek (Dornbusch). Następnego dnia jednostki te zajmują Polkowice (Heerwegen), oskrzydlając jednocześnie od północy pozycje niemieckiego Korpusu Pancernego „Großdeutschland”. Równocześnie 11 Korpus Pancerny Gwardii z 4 Armii Pancernej, omijając głównymi siłami Lubin, naciera na Oborę (Oberau) i Szklary Górne (Ober-Gläsersdorf). Jego 62 Brygada Pancerna i 29 Brygada Zmechanizowana po wyeliminowaniu oporu zdobywa Szklary Górne, Jędrzychów (Groß-Heinzendorf), Nowinki (Heinzenburg) i Nowy Dwór (Neuguth). Powoli zamyka się pierścień okrążenia.
Od strony Jędrzychowa na tyły wycofujących się niemieckich jednostek niespodziewanie nadciąga 63 Brygada Pancerna z 11 Korpusu Pancernego. Zajmuje Sobin i dąży do połączenia się ze znajdującą się na północy piechotą 102 Korpusu. Zawiązuje się zażarta i dramatyczna w swoim przebiegu bitwa. Okrążane, znajdujące się w potrzasku, niemieckie oddziały usiłują się wydostać z trudnej sytuacji. Wysiłek ten starają się uniemożliwić blokujące je zewsząd jednostki radzieckie. Ostatecznie zgrupowanie zostaje zamknięte w „kotle” – Armia Czerwona przystępuje do jego likwidacji. Huk dział milknie dopiero następnego dnia, 10 lutego o godzinie 17.00. W rezultacie część dywizji „Hermann Göring” zostaje rozbita. Większość niemieckich żołnierzy zginęło, bądź dostało się do niewoli. Nielicznym oddziałom, które porzuciły sprzęt, udało się wyrwać z pierścienia okrążenia kierując się lasami i polnymi drogami na zachód.
Ciała żołnierzy dywizji „Hermann Göring” zostały pochowane przez niemieckich mieszkańców Sobina wzdłuż pobliskiej alei dębowej. Na grobach znajdowały się tabliczki z nazwiskiem żołnierza oraz przestrzelone hełmy. Ich przeciwnicy z kolei – na placu przed dawną szkołą ewangelicką (dzisiejszy Dom Dziecka) w Polkowicach. Trzy lata później nekropolię zlikwidowano a ciała poległych żołnierzy przeniesiono na cmentarz żołnierzy radzieckich w Głogowie.

## Współpraca aliantów
Alianci zachodni, mając kłopoty z powstrzymaniem nacierających wojsk niemieckich w Ardenach, zwrócili się o pomoc do Rosjan z prośbą o przyśpieszenie swojej ofensywy na froncie wschodnim, by odciążyć walczące na zachodzie wojska. Jednocześnie 14 grudnia 1944 Harriman w rozmowie ze Stalinem zaproponował użycie lotnictwa alianckiego do wsparcia Armii Czerwonej, jak to było na Bałkanach. 23 grudnia osobiście ponowił tę propozycję Roosevelt, 26 grudnia Stalin przystał na nią. Wysłano do Stalina marszałka RAF Teddera, aby ustalił szczegóły. 15 stycznia brytyjski War Cabinet przyjmuje roboczy dokument przedstawiony przez Teddera „Strategic Bombing in Relation to the Present Russian Offensive”.
Planowano i wykonano szereg nalotów na węzły komunikacyjne drogowe i kolejowe Chemnitz, Cottbus, Plauen, Drezno, Lipsk, Halle i szereg innych. Były to miejscowości będące przemysłowym zapleczem magazynowo-remontowym dla walczącej armii – szczególnie cenne były fabryki produkujące elementy dla broni pancernej, artylerii i Luftwaffe, doskonale wyposażone w maszyny, skomunikowane linią kolejową z frontem – pełniące rolę warsztatów naprawczych o dużej przepustowości.
12 lutego 8 Armia Powietrzna informuje Rosjan, że nalot na Drezno nastąpi 13 lutego. Z powodu pogody nalot przesunięto na drugi dzień, o czym ponownie poinformowano Rosjan. Amerykanie z United States Army Air Forces bombardowali dzielnicę przemysłową i węzeł kolejowy, stosując radar. Brytyjczycy z Royal Air Force bombardowali dzielnicę mieszkalną, stosując „metody optyczne”.

## Rezultaty operacji
Na skutek operacji wojska 1 Frontu Ukraińskiego posunęły się w głąb terytorium Niemiec na 150 km i na szerokim froncie wyszły na brzeg Nysy Łużyckiej. W ten sposób, zadanie, początkowo postawione przed wojskami frontu wykonano częściowo. Wyjście prawego skrzydła 1 Frontu Ukraińskiego na wysokość 1 Frontu Białoruskiego miało ważne znaczenie operacyjno-strategiczne. Po pierwsze, zlikwidowano niebezpieczeństwo dla lewej flanki 1 Frontu Białoruskiego zawieszonego w próżni, a po drugie front zajął korzystne położenie do dalszego natarcia na Berlin.
Dla Niemiec utrata części śląskiego okręgu przemysłowego okazała się istotną stratą. Utracono szereg dużych zakładów wojskowych w rejonie miast Gubin, Żagań, Żary i Krzystkowice.

## Zajęcie miejscowości
- 16 lutego Bobrowice przez 3 Armię Gwardii i 21 Korpus Armijny
- 21 lutego Brody przez 13 Armię, 4 Armię Pancerną
- 14–15 lutego Brzeźnica przez 3 Armię Gwardii
- 15 lutego Czerwieńsk przez 3 Armię Gwardii
- 21 lutego Gozdnica przez 52 Armię
- 22 lutego Gubin przez 3 Armię Gwardii, 21 Korpus Strzelecki i 120 Korpus Strzelecki
- 14 lutego Jasień przez 4 Armię Pancerną – 6 Korpus Zmechanizowany Gwardii; 13 Armię – 102 Korpus Strzelecki (121 Dywizja Strzelecka)
- 15 lutego Krosno Odrzańskie przez 3 Armię Gwardii i 21 Korpus Strzelecki
- 20 lutego Krzystkowice przez 3 Armię Gwardii 76 Korpus Strzelecki
- 20 lutego Lipinki Łużyckie przez 13 Armię; 4 Armię Pancerną
- 14 lutego Lubsko przez 4 Armię Pancerną – 6 Korpus Zmechanizowany Gwardii
- 22 lutego Łęknica przez 52 Armię
- 14 lutego Małomice przez 4 Armię Pancerną; 13 Armię
- 14 lutego Nowa Sól przez 3 Armię Gwardii i 21 Korpus Strzelecki
- 13 lutego Nowe Miasteczko przez 3 Armię Gwardii i 21 Korpus Strzelecki
- 15 lutego Nowogród Bobrzański (powtórnie 18 lutego) przez 21 Samodzielny Korpus Pancerny; 3 Armię Gwardii i 21 Korpus Strzelecki
- 19–21 lutego Olbrachtów – 13 Armię lub 52 Armię
- 14 lutego Otyń przez 3 Armię Gwardii
- 21 lutego Przewóz przez 52 Armię
- 13 lutego Szprotawa przez 13 Armię – 102 Korpus Strzelecki (117 Dywizja Strzelecka), 24 Korpus Strzelecki (395 Dywizja Strzelecka); 4 Armię Pancerną – 10 Korpus Pancerny Gwardii
- 21 lutego Trzebiel przez 10 Korpus Pancerny i 13 Armię
- 22 lutego Tuplice przez 4 Armię Pancerną; 13 Armię
- 21 lutego Wymiarki przez 52 Armię
- 15 lutego Zabór przez 3 Armię Gwardii
- 14 lutego Zielona Góra (obchodzi rocznicę wyzwolenia 15 lutego) przez 3 Armię Gwardii – 21 Korpus Strzelecki
- 16 lutego Żagań oddziały 117 Berdyczowskiej Gwardyjskiej Dywizji Strzeleckiej zajęły prawobrzeżną część Żagania
- 13 lutego Żary (powtórnie 16 lutego) przez 13 Armię (6 Dywizja Strzelecka i 121 Dywizja Strzelecka); 4 Armię Pancerną – 10 Korpus Pancerny Gwardii (62 Brygada Pancerna)

## Literatura

### Polska
- Dolata B., Wyzwolenie Dolnego Śląska w 1945 roku, Wrocław 1985.
- Lewicki P., Festung Glogau 1944–1945, Głogów 2008.
- Machnicki W., Historia Polkowic, Polkowice 1998.
- Majewski R., Dolny Śląsk 1945 Wyzwolenie, Warszawa – Wrocław 1982.
- Edmund Nawrocki, Z dziejów Świdnicy.

### Rosyjska
- Пухов Н.П. Годы испытаний – М.: Воениздат, 1959.
- Лелюшенко Д.Д. Москва – Сталинград – Берлин – Прага. Записки командарма – М.: Наука, 1987.
- Коллектив авторов. История Второй мировой войны. 1939–1945. Том 10. – М.: Воениздат, 1979.
- Танки ведёт Рыбалко. Боевой путь 3-й Гвардейской танковой армии. – М.: Яуза, Эксмо. ISBN 978-5-699-20010-8.
- Крайнюков К. В. Оружие особого рода – М.: Мысль, 1984.